# آلوی فوکو فوپا
آلوی فوکو فوپا (انگلیسی: Alvi Fokou Fopa؛ زادهٔ ۱۹ مهٔ ۱۹۹۰) بازیکن فوتبال اهل ایالات متحده آمریکا است.
وی همچنین در تیم ملی فوتبال کامرون بازی کرده‌است.